# Старчик, Пётр Петрович
Пётр Петрович Старчик (род. 8 августа 1938, Рузаевка, Мордовская АССР) — российский бард, композитор и общественный деятель, автор порядка 2000 песен на стихи русских и зарубежных поэтов.

## Биография
Петр Старчик родился 8 августа 1938 года в Рузаевке. Учился в Московском университете в течение двух лет, затем оставил учёбу и начал работать. Сменил несколько профессий и занятий — кладовщика в Институте психологии Академии педагогических наук СССР, шофёра, церковного сторожа.
Параллельно Старчик сочинял и публично исполнял песни на стихи русских и зарубежных поэтов от древних времен до наших дней. Первая песня (на стихи А. С. Пушкина) появилась у него в 1955 году. Затем последовали песни на стихи Марины Цветаевой, Осипа Мандельштама, Максимилиана Волошина, Варлама Шаламова, Ольги Седаковой, Саши Чёрного, Александра Радковского, а также польских и китайских поэтов. Начиная с 1970-х активно выступал (по несколько раз в неделю), почти исключительно в квартирных концертах. Организовать официальные концерты в советскую эпоху было трудно: поскольку бард пропагандировал стихи самых разных поэтов, в том числе запрещённых или признанных non grata в СССР, он сам стал подзапретным исполнителем.
Помимо творчества Старчик ещё в начале 1970-х занимался диссидентством, изготовляя и распространяя «антисоветские» листовки, критикующие политику КПСС. В апреле 1972 года Старчик был арестован. При обыске у него были изъяты упомянутые листовки, значительное количество самиздата. Барда подвергли психиатрической экспертизе в Институте им. Сербского и признали невменяемым. Определением Московского городского суда он был направлен на принудительное лечение в Казанскую спецпсихбольницу. В больнице продолжал сочинять песни. За него вступались правозащитники, в частности Андрей Сахаров. В ноябре 1974 году Старчика перевели в психбольницу общего типа в Москве, спустя четыре месяца он был выписан оттуда.
Освободившись, Старчик снова стал проводить квартирные концерты, популярность которых в среде интеллигенции постоянно росла. В сентябре 1976 года его снова задержали и насильственно госпитализировали в психиатрическую больницу. Правозащитники в Советском Союзе и за рубежом снова развернули кампанию в защиту барда. В Москве появился общественный комитет «Свободу Петру Старчику!». В ноябре 1976 года Старчик был освобождён. Возобновил концерты авторской песни на своей квартире. В 1977 году участвовал в самиздатском альманахе «Воскресенье» (составитель Валерий Абрамкин), поместил там свою статью «Судьба и песня».
За всё это время удалось провести только одно официальное выступление в 1981 году в московском клубе на Волхонке на вечере-концерте детской поэзии, где он выступал в течение всего второго отделения с детскими (и не только) песнями. Естественно, никакой рекламы и прессы по поводу концерта не было. Лишь за несколько дней до того на двери клуба было вывешено самодельное объявление — кто увидел, тот и пришёл; вход был бесплатный.
В годы Перестройки Старчик смог выступать уже в больших аудиториях с песнями. Продолжалась и его общественная деятельность — в 1987 году Старчик стал членом редколлегии независимого московского еженедельника «Экспресс-Хроника».
В 1995 году студия «Остров» выпустила альбом песен Старчика «Порука добра» с записями домашних концертов начала 1980-х.
Живёт в селе Николо-Погост Городецкого района Нижегородской области.

## Отзывы
Я познакомился с Петром Старчиком в литсалоне Татьяны Баум на Чистых Прудах. По воспоминаниям друзей, хорошо его знавших, у меня сложился образ человека неуёмной энергии, активного борца с тоталитаризмом. Каково же было моё удивление, когда я увидел и услышал тихого, милого, интеллигентного человека, вовсе, казалось, не стремящегося к публичной деятельности. Пётр Старчик специально приезжал из своей деревни, чтобы выступить на квартирнике у Баум. Музыка Старчика тонко сочетается со стихами, на которые он пишет песню. Лично для меня, например, Старчик открыо поэзию отца Иоанна (Шаховского). Пётр Старчик прекрасно знает классическую русскую поэзию. Например, он сразу на слух определил, что в канонический текст Тютчева я, исполняя песню, внёс ещё и своё четверостишие, хотя никто из присутствующих этого не заметил.
Александр Карпенко

## Избранные песни
- Трамвай (стихи А. Радковского)
- Орфей (стихи В. Ходасевича)
- Сохрани мне речь (стихи О. Мандельштама)
- Чарли Чаплин (стихи О. Мандельштама)
- Отрада (стихи С. Клычкова)
- Дударь (стихи В. Пшавела)
- Пока это жизнь (стихи Ю. Домбровского)
- Россия (1927 г.) (стихи В. Набокова)
- Россия (1939 г.) (стихи В. Набокова)
- Ледяная лампада (стихи В. Шаламова)
- Христарадная песня (стихи М. Пробатова)
- Боюсь (стихи М. Косталевской)
- Порука добра (стихи монахини Новодевичего монастыря)
- Таруса (стихи М. Цветаевой)
- Андрей Шенье (стихи М. Цветаевой)
- Ученик (стихи М. Цветаевой)
- Посмертный марш (стихи М. Цветаевой)
- Сад (стихи М. Цветаевой)
- Флейта (стихи О. Мандельштама)
- Музыка (стихи Цао-Чжи)
- Элегия (стихи К. Батюшкова)
- Решетка (стихи А. Солодовникова)
- Szara Godzina (стихи И. Ратушинской)
- Сверчок (стихи А. Тарковского)
- Зелёная палатка (стихи Б. Чичибабина)
- Родина (стихи О. Седаковой)
- Темница (стихи А. Солодовникова)
- Мой роман (стихи Саши Чёрного)